# 有可能知道的人
《有可能知道的人》（韓語：알 수도 있는 사람）英語：）主要講述解開以前戀人留下的手機密碼的同時，也一起解開了被鎖住的戀愛記憶的浪漫驚悚的三角愛情故事。由秀英、李源根、沈熙燮出演主角。將於2017年7月31日通過Naver TV公開。
本劇為JTBC電視台第一次挑戰拍攝網路劇，同時也是第一部由秀英（少女時代）第一次主演的網路劇。全劇共有10集，首集將於7月31日上午七時公開。

## 劇情
此劇描述解開以前戀人留下的手機密碼的同時，也意外同時解開了被鎖住的戀愛記與浪漫驚悚。

## 分集標題
| 集數 | 播出日期   | 標題                 |
| ---- | ---------- | -------------------- |
| 1    | 2017/07/31 | 我和你分手了，你死了 |
| 2    | 2017/08/01 | 妳好，我是金進永     |
| 3    | 2017/08/02 | 不要丟失，不要忘記   |
| 4    | 2017/08/03 | 1小時47分43秒        |
| 5    | 2017/08/04 | 如果不在家，請聯繫我 |
| 6    | 2017/08/07 | 花星天地             |
| 7    | 2017/08/08 | 想念我美麗的星星     |
| 8    | 2017/08/09 | 世界上所有的金進永   |
| 9    | 2017/08/10 | 有在一起的回憶       |
| 10   | 2017/08/11 | 可能認識的人         |

## 演出陣容
| 演員   | 角色   | 介紹                                           |
| 秀英   | 李安   | 29歲，工作與戀愛兩方面都很專業的工作狂綜藝PD。 |
| 沈熙燮 | 金真永 | 29歲，李安前男友。職業為公司職員。             |
| 李源根 | 金進榮 | 27歲，與金真永名字讀音一樣的綜藝PD新人。       |
| 全惠璡 | 金孝恩 | 29歲，職業為記者，李安的朋友。                 |
| 高媛熙 | 雪珍   | 跟金真永相親的人。                             |

## 外部連結
- 官方網站 （页面存档备份，存于）